# Juan Lorenzo de Anania
Juan Lorenzo de Anania (en italiano Giovanni Lorenzo d'Anania o, en Latín, Johannes Laurentius Anania (Taverna, Calabria, Italia 1545 – 1608) fue un geógrafo y teólogo italiano.

## Biografía
Se desconocen la mayoría de datos biográficos de Juan Lorenzo de Anania. Las fechas de nacimiento y muerte son aproximadas. Nació en Taverna, una ciudad que se encuentra en la actual provincia de Catanzaro, en la Sila Piccola de Calabria, y estudió ciencias naturales, lenguas y teología probablemente en Nápoles. Ciertamente vivió durante algunos años en Nápoles, donde fue maestro del arzobispo Mario Carafa. A la muerte de Carafa (11 de septiembre de 1575) regresó a Taverna donde permaneció hasta su muerte (entre 1607 y 1609). 
Durante el período en el que residió en Nápoles, se publicó su obra más conocida, La fábrica universal del mundo, o Cosmografía (1573), una obra de geografía compuesta por un proemio y cuatro tratados, que se considera fundamental para hacer un balance del conocimiento geográfico en la segunda mitad del siglo XVI. Además de la geografía física, Anania incluyó en la obra información de carácter histórico, antropológico y religioso.
El primero y mayor de los cuatro tratados es dedicado a las regiones europeas (en orden: Irlanda, Inglaterra, Escocia, Portugal, España, Francia y Suiza, el Valle del Rin y los Países Bajos, Alemania, Dinamarca, Italia, Eslavonia, Bosnia y Rascia, Albania, Bulgaria, Rumania, Grecia, Polonia, Estonia, Letonia, Lituania, Noruega, Suecia, Finlandia, Rusia, Ucrania, Tierras árticas).
Los tres tratados restantes describen Asia, África y las Indias Occidentales.
De otro tipo es el tratado teológico De natura daemonum, publicado por primera vez en Venecia en 1570, en el que Anania afirma la existencia real de los demonios, seres malignos que hacían efectivas las obras de los astrólogos y nigromantes, y fueron responsables, en el hombre, de algunas enfermedades cuya curación fue posible con la intercesión de los santos. El De natura daemonum fue reimpreso en numerosas ocasiones, también por Aldo Manucio.
En 1654, el sobrino de Juan Lorenzo, Marcello Anania, prepara una edición, titulada De substantiis separatis, que contiene la obra inédita De natura Angelorum.